# پر (رمان)
پر (به انگلیسی: The Feather) نام یک رمان عشقی است که شارلوت مری ماتیسن، نویسندهٔ اهل انگلستان آن را نوشته‌است.
این کتاب در ایران توسط میمنت دانا و امیرهوشنگ آذر ترجمه شده‌است.

## فرم رمان
رمان پر در شرایطی نوشته شد که جنبش‌های مختلفی در ارتباط با حقوق زنان تشکیل و توسعه یافته بود. علاوه بر این، نویسندگان زن مشهوری مانند کیت شوپن (۱۸۵۰) و ادیت وارتون (۱۸۶۲) به مسائل زنان و نقش‌های نامناسبی که جامعه برای آنها رقم زده بود پرداخته و آثاری به رشته تحریر درآورده بودند.
امیرهوشنگ آذر، مترجم فارسی پر (۱۳۸۹) در مقدمه این رمان می‌گوید: «در این کتاب حالتی از شور، احساس آرام و شاعرانه وجود دارد که باعث می‌شود خواننده آرزو کند که چنین داستانی برای او نیز رخ بدهد».